# Baji Rao II.

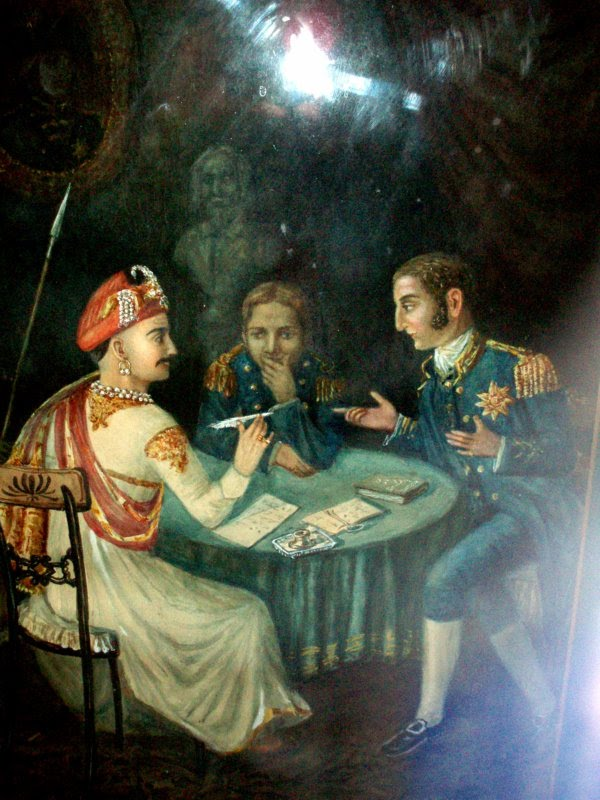
Baji Rao II. mit britischen Offizieren (um 1800)

Baji Rao II. (* 10. Januar 1775 in Dahr; † 21. Januar 1851 in Bithur) war der letzte Premierminister (peshwa) des Marathenreichs. Er regierte von 1795 bis 1818.

## Leben
Baji Rao war der Sohn des früheren Peshwa Raghunath Rao und trat nach dem Tod von Madhavrao II. (reg. 1774–1795) die Regierung des Mararathenreichs an, einer Föderation von Kleinkönigen und Fürsten, die Baji Rao II. allerdings nicht mehr als die Rolle eines Marionettenherrschers zugedacht hatten. Baji Rao begab sich nach einer Niederlage gegen seinen Rivalen Jaswant Rao Holkar im Jahr 1802 unter britischen Schutz. Das duldeten seine Vasallen nicht, vor allem Daulat Rao Scindia und Raghuji Bhonsle. So kam es anschließend zum Krieg zwischen den Marathenfürsten und den Briten, der aufgrund der Uneinigkeit der Marathen und ihres unzureichenden Versuchs der Kopie europäischer Kriegsführung zugunsten letzterer ausging. Die Briten unter Arthur Wellesley siegten dabei über Sindia und Bhonsle bei Assaye und besetzten im Jahr 1803 Delhi. Zwar fügte Jaswant Rao Holkar den Briten im August 1804 schwere Verluste zu, verlor aber im November bei Farrukhabad. Die Fürstentümer Scindia, Bhonsle und Holkar mussten sich so nacheinander den Briten beugen und bekamen Sonderverträge. Im Jahr 1816 kam es erneut zum Konflikt zwischen der Ostindienkompanie und dem schon stark geschwächten Marathenreich, als Wellesley militärisch gegen die Pindari vorging. Baji Rao griff am 5. November 1817 bei Kirki mit 20.000 Mann die 800 Briten und 2000 Sepoys unter dem Befehl Mountstuart Elphinstones an. Trotz dieser Überlegenheit erlitt Baji Rao II. eine Niederlage. Wenig später schlugen die Briten den Peshwa in einem Gefecht bei Yeradoa. Der Peshwa floh südwärts. Am 20. Februar 1818 kam es bei Ashti zu einem Kavalleriegefecht mit den Truppen des Peshwa, das ebenfalls die Briten für sich entschieden. Am 2. Juni 1818 ergab sich Peshwa Baji Rao II. Nach dieser Niederlage im Dritten Marathenkrieg verlor er sein Amt und nahm von den Briten eine jährliche Rente an. Er verlebte seine letzten drei Lebensjahrzehnte als Pensionär der Ostindienkompanie unter den Augen der Briten in Bithur bei Kanpur. Das Marathenreich hörte faktisch zu bestehen auf.

## Nachfolge
Baji Raos II. Adoptivsohn Nana Sahib (1824–1857) spielte im großen Aufstand von 1857 eine führende Rolle.